# La Ferté-Loupière
La Ferté-Loupière é uma comuna francesa na região administrativa de Borgonha-Franco-Condado, no departamento de Yonne. Estende-se por uma área de 30 km². Em 2010 a comuna tinha 539 habitantes (densidade: 18 hab./km²).